# Segreto di stato (film 2008)
Segreto di stato (Secret défense) è un film del 2008 diretto da Philippe Haïm.
Il film affronta il tema dello spionaggio mostrando una vicenda verosimile e di attualità, la minaccia terroristica islamica nei paesi occidentali, e ponendo l'accento sui riflessi tutt'altro che piacevoli che questo lavoro comporta nella vita privata degli agenti.

La critica nei confronti della DSGE è però equilibrata dalla frase gratificante con la quale si conclude il film: 

## Trama
Diane è una studentessa parigina che, scottata da una bocciatura che le costa carissimo, finisce a letto con Jérémy. I due si frequentano e dopo pochi giorni la ragazza conosce Alex, il padre del ragazzo che, con pochi convenevoli, la costringe a lavorare per lui dietro la minaccia di rivelare a tutti il passato da prostituta di lei. Lui però non è un esportatore di vini, come si era presentato, ma un agente della DSGE, lo spionaggio francese. Così Diane inizia un corso molto impegnativo per diventare un agente segreto. La ragazza si rivela molto portata anche se soffre nel dover mentire a tutti e, anche per il suo passato che vorrebbe dimenticare, non sopporta il dover far leva sull'adescamento e sul sesso, cosa che Alex le fa capire farà parte della sua professione.
Il terrorismo arabo sta architettando degli attentati contro obiettivi francesi. Leïla, un'agente esperta, istruttrice di Diane, viene uccisa ancor prima che riesca ad infiltrarsi. La DSGE, cambiando strategia, decide così di inviare la promettente Diane per quello che si rivelerà un compito molto difficile.
A Beirut Diane adesca Al Barad, uno dei capi dell'organizzazione terroristica, riuscendo a carpirgli un gran numero di informazioni.
Parallelamente alla storia principale, si sviluppa anche la vicenda di Pierre, un giovane sbandato che, nel carcere di Lilla
trova protezione presso gli arabi salafiti, al punto da convertirsi all'islam. Una volta uscito di prigione col nome di Aziz, ripudiato dalla madre, decide di sposare la causa dell'estremismo dando la disponibilità a sacrificarsi in un attacco suicida.
In partenza per Parigi dall'aeroporto di Beirut, Diane capisce che Al Barad l'ha scoperta da tempo e che le informazioni che ha fornito sono verosimilmente tutte sbagliate. Si rende conto di essere stata uno strumento nelle mani dei terroristi ma, ben presto, capisce che i suoi stessi capi l'hanno deliberatamente "bruciata" per accontentarsi di un contatto e di informazioni spendibili. La ragazza, piena di rabbia, è comunque consapevole che Al Barad sta per operare il suo attentato e, individuata una valigetta sospetta, la segue, fino ad arrivare a Pierre, l'uomo-bomba, che riesce a neutralizzare nella metropolitana di Parigi, un attimo prima che possa causare una strage.
Indignata con Alex che l'ha usata, facendo egregiamente il suo lavoro, Diane scopre che Jérémy non era il figlio, ma un reclutatore che anche lui vive nella continua menzogna e distrugge la sua vita privata per lavoro. Questa è la triste realtà per chi si mette a servizio di un'agenzia di spionaggio.

## Produzione
In un primo tempo per il ruolo di Diane si era pensato a Mélanie Laurent. In seguito fu scelta Vahina Giocante, che effettuò una preparazione specifica, imparando anche l'arabo.
La DSGE non ha partecipato direttamente al film ma diversi suoi ex agenti sono stati presi come consulenti per la scrittura e la correzione della sceneggiatura.

## Distribuzione
Il film è uscito in Francia il 10 dicembre 2004.